# Elena Erighina
Elena Erighina (nacida Elena Cîlcic, Comrat, 3 de junio de 1996) es una deportista moldava que compite en halterofilia.
Ganó cuatro medallas en el Campeonato Europeo de Halterofilia entre los años 2021 y 2025. Participó en los Juegos Olímpicos de Tokio 2020, ocupando el octavo lugar en la categoría de 87 kg.

## Palmarés internacional
| Campeonato Europeo | Campeonato Europeo  | Campeonato Europeo | Campeonato Europeo |
| Año                | Lugar               | Medalla            | Categoría          |
| ------------------ | ------------------- | ------------------ | ------------------ |
| 2021               | Moscú (Rusia)       | Medalla de plata   | 87 kg              |
| 2023               | Ereván (Armenia)    | Medalla de bronce  | 81 kg              |
| 2024               | Sofía (Bulgaria)    | Medalla de plata   | 81 kg              |
| 2025               | Chisináu (Moldavia) | Medalla de oro     | 81 kg              |